# SN 2009ez
SN 2009ez – supernowa typu Ia odkryta 15 maja 2009 roku w galaktyce A131254+4328. W momencie odkrycia miała maksymalną jasność 19,80m.